# Kinoshita Takafumi

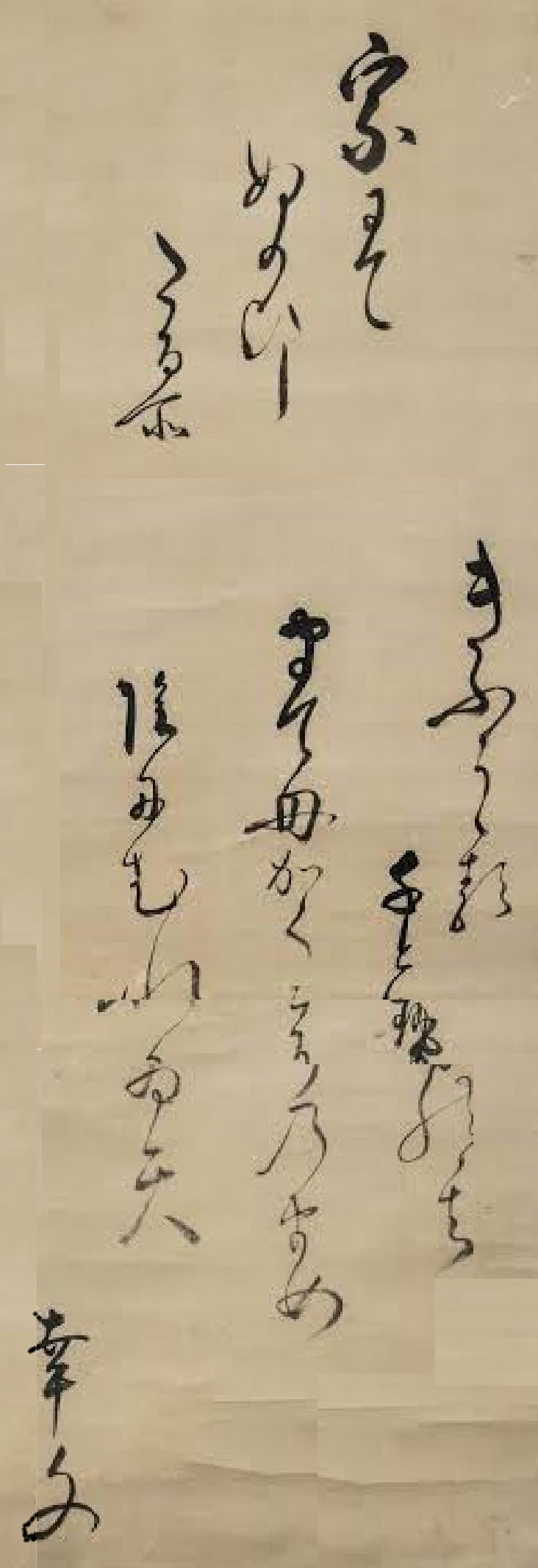
Kinoshita: Waka

Kinoshita Takafumi (japanisch 木下 幸文; geboren 1779 in Nagao, Landkreis Asaguchi Provinz Bitchū; gestorben 26. November 1821 in Osaka) war ein japanischer Waka-Poet der späten Edo-Zeit.

## Leben und Wirken
Kinoshita Takafumi wurde als Sohn einer Bauernfamilie in der Provinz Bitchū geboren. Er studierte Waka-Dichtung beiden Mönchen und Waka-Poeten Chōgetsu (澄月; 1714–1798) und Jien (慈延; 1748–1805). Er wurde später ein Schüler von Kagawa Kageki (1763–1848), der auch „Keien“ (桂園) genannt wurde, der zusammen mit Kumagai Naoyoshi (1782–1862) als einer der beiden Spitzenvertreter der Keien-Schule (桂園派) gilt.
Kumagai Naoyoshi vertrat die Theorien seines Lehrers gewissenhaft, aber Takafumi widersetzte sich Kageki oft. So gab es Probleme bei der Veröffentlichung seines Essays „Saya Saya Zōshi“ (亮々草紙) im Jahr 1820. Es ist ein Tagebuch, das von 1804 bis kurz vor seinem Tod geführt wurde, ein Meisterwerk, das Takafumis Wesen gut darstellt. Kinoshita kam nicht zu Wohlstand und starb im Alter von nur 43 Jahren in seiner Klause Saya-saya-no-ya (亮々舎) im Stadtteil Shirakomachi (白子町) von Osaka.
Nach Kinoshitas Tod wurde die Familiensammlung „Saya Saya Ikō“ (亮々遺稿) veröffentlicht, auch die fast fertige Gedichtsammlung „Hinkyū hyakushu“ (貧窮百首), die Kinoshitas Namen berühmt machte. Zu seinen unveröffentlichten Werken gehören „Man’yōshū Chūshaku“ (万葉集註釈), ein Kommentar zur Gedichtsammlung Man’yōshū, und „Kokinshū Guan“ (古今集愚案), Anmerkungen zur Gedichtsammlung Kokinshū.